# Elizabeth McGovern
Elizabeth Lee McGovern (Evanston, Illinois, 1961. július 18. –) amerikai színésznő, zenész.
Kritikailag legsikeresebb filmszerepe az 1981-es Ragtime cimű filmben volt, Evelyn Nesbit megformálásáért Oscar-díjra jelölték legjobb női főszereplő kategóriában. A Downton Abbey (2010–2015) című brit történelmi drámasorozatban Cora Crawleyt, Grantham grófnéját alakította. A szereppel Golden Globe- és Primetime Emmy-jelölést szerzett, valamint a többi színésszel együtt összesen három alkalommal nyert Screen Actors Guild-díjat annak legjobb szereplőgárda (drámasorozat) kategóriájában.
Egyéb, fontosabb filmjei közé tartozik az Átlagemberek (1980), a Volt egyszer egy Amerika (1984), A szolgálólány meséje (1990), A galamb szárnyai (1997) és a Downton Abbey (2019).

## Élete
Az Illinois állambeli Evanstonban született.

## Filmográfia

### Film
| Év   | Magyar cím                                              | Eredeti cím                      | Szerep                          | Magyar hang       |
| ---- | ------------------------------------------------------- | -------------------------------- | ------------------------------- | ----------------- |
| 1980 | Átlagemberek                                            | Ordinary People                  | Jeannine Pratt                  | Nyírő Beáta       |
| 1980 |                                                         | Last Year's Model (rövidfilm)    | N/A                             |                   |
| 1981 | Ragtime                                                 | Ragtime                          | Evelyn Nesbit                   | Tóth Enikő        |
| 1983 | A szerelem bolondja                                     | Lovesick                         | Chloe Allen                     |                   |
| 1984 | Volt egyszer egy Amerika                                | Once Upon a Time in America      | Deborah Gelly felnőttként       | Básti Juli        |
| 1984 | Versenyfutás a holddal                                  | Racing with the Moon             | Caddie Winger                   | Huszárik Kata     |
| 1986 |                                                         | Native Son                       | Mary Dalton                     |                   |
| 1987 | Hálószobaablak                                          | The Bedroom Window               | Denise                          | Ivancsics Ilona   |
| 1987 | Hálószobaablak                                          | The Bedroom Window               | Denise                          | Györgyi Anna      |
| 1987 | Hálószobaablak                                          | The Bedroom Window               | Denise                          | Sánta Annamária   |
| 1988 | Drágám, terhes vagyok!                                  | She's Having a Baby              | Kristy Briggs                   | Györgyi Anna      |
| 1988 | Drágám, terhes vagyok!                                  | She's Having a Baby              | Kristy Briggs                   | Major Melinda     |
| 1989 | Johnny, a jóarcú                                        | Johnny Handsome                  | Donna McCarty                   | Kiss Erika        |
| 1990 | A szolgálólány meséje                                   |                                  | Moira                           | Varga Klára       |
| 1990 | Gyilkosságok varázsszóra                                | A Shock to the System            | Stella Anderson                 | Hegyi Barbara     |
| 1990 | Gyilkosságok varázsszóra                                | A Shock to the System            | Stella Anderson                 | Vándor Éva        |
| 1990 | Júlia néni és a tollnok – avagy mindennap új folytatás! | Tune in Tomorrow...              | Elena Quince                    | Kiss Erika        |
| 1993 | A hegyek ura                                            | King of the Hill                 | Lydia                           |                   |
| 1993 |                                                         | Me and Veronica                  | Fanny                           |                   |
| 1994 | Egy kis szívesség                                       | The Favor                        | Emily                           | Simorjay Emese    |
| 1995 | A bátorság szárnyai (rövidfilm)                         | Wings of Courage                 | Noelle Guillaumet               |                   |
| 1997 | A galamb szárnyai                                       | The Wings of the Dove            | Susie "Sue" Stringham           | Györgyi Anna      |
| 1998 | Vissza a jelenbe!                                       | The Man with Rain in His Shoes   | Diane                           | Szabó Gabi        |
| 1998 | A szerelem filozófiája                                  | The Misadventures of Margaret    | Till Turner                     | Farkasinszky Edit |
| 2000 |                                                         | Manila                           | Elizabeth                       |                   |
| 2000 | Az Öröm háza                                            | The House of Mirth               | Mrs. Carry Fisher               | Csere Ágnes       |
| 2001 | Buhersereg                                              | Buffalo Soldiers                 | Mrs. Berman                     | Kiss Erika        |
| 2006 |                                                         | The Truth                        | Donna                           |                   |
| 2008 |                                                         | Inconceivable                    | Tallulah "Tutu" Williams        |                   |
| 2010 | HA/VER                                                  | Kick-Ass                         | Mrs. Lizewski                   | néma szerep       |
| 2010 | A titánok harca                                         | Clash of the Titans              | Marmara                         | Major Melinda     |
| 2011 |                                                         | Angel's Crest                    | Jane                            |                   |
| 2012 | Derűs égbolt esküvőre                                   | Cheerful Weather for the Wedding | Mrs. Thatcham                   |                   |
| 2015 |                                                         | Unexpected                       | Samantha anyja                  |                   |
| 2015 | Hölgy aranyban                                          | Woman in Gold                    | Florence Cooper bíró            | Málnai Zsuzsa     |
| 2015 |                                                         | Swung                            | Dolly                           |                   |
| 2016 |                                                         | Showing Roots                    | Shirley                         |                   |
| 2017 | A férfi mögött                                          | The Wife                         | Elaine Mozell                   | Vándor Éva        |
| 2018 | The Commuter – Nincs kiszállás                          | The Commuter                     | Karen McCauley                  | Vándor Éva        |
| 2018 |                                                         | The Chaperone                    | Norma                           |                   |
| 2019 | Downton Abbey                                           | Downton Abbey                    | Cora Crawley, Grantham grófnéja | Málnai Zsuzsa     |

### Televízió
| Év        | Magyar cím                               | Eredeti cím                              | Szerep                          | Megjegyzések                                                                                    |
| --------- | ---------------------------------------- | ---------------------------------------- | ------------------------------- | ----------------------------------------------------------------------------------------------- |
| 1979      |                                          | California Fever                         | Lisa Bannister                  | 1 epizód                                                                                        |
| 1984      |                                          | Faerie Tale Theatre                      | Hófehérke                       | 1 epizód                                                                                        |
| 1990      |                                          | Women & Men: Stories of Seduction        | Vicki                           | tévéfilm                                                                                        |
| 1991      |                                          | Ashenden                                 | Aileen Somerville               | tévéfilm                                                                                        |
| 1992      | Hollywoodi mesék – Magyar szemmel        | Tales from Hollywood                     | Helen Schwartz                  | tévéfilm                                                                                        |
| 1995      |                                          | If Not for You                           | Jessie Kent                     | 8 epizód                                                                                        |
| 1995      | Korrupt szentek                          | Broken Trust                             | Janice Dillon                   | - tévéfilm - magyar hangja: - Orosz Helga                                                       |
| 1996      |                                          | Broken Glass                             | Margaret Hymen                  | tévéfilm                                                                                        |
| 1996      |                                          | The Summer of Ben Tyler                  | Celia Rayburn                   | tévéfilm                                                                                        |
| 1996      |                                          | Tracey Takes On...                       | Loring bíró                     | 1 epizód                                                                                        |
| 1996      | Mesék a kriptából                        | Tales from the Crypt                     | Laura Kendall                   | 1 epizód                                                                                        |
| 1997      |                                          | Clover                                   | Sara Kate                       | tévéfilm                                                                                        |
| 1999      | A Vörös Pimpernel                        | The Scarlet Pimpernel                    | Lady Marguerite Blakeney        | - 3 epizód - magyar hangja: - Györgyi Anna                                                      |
| 2001      | Szabadtéri mulatságok                    | The Flamingo Rising                      | Edna Lee                        | tévéfilm                                                                                        |
| 2001      |                                          | Hawkins                                  | Susie Hawkins                   | tévéfilm                                                                                        |
| 2001      |                                          | Table 12                                 | Mel                             | 1 epizód                                                                                        |
| 2003      |                                          | Thursday the 12th                        | Candice Hopper                  | tévéfilm                                                                                        |
| 2003      |                                          | The Brotherhood of Poland, New Hampshire | Helen Shaw                      | 7 epizód                                                                                        |
| 2006      |                                          | Three Moons Over Milford                 | Laura Davis                     | 8 epizód                                                                                        |
| 2007      | Daphne du Maurier titkos élete           | Daphne                                   | Ellen Doubleday                 | - tévéfilm - magyar hangja: - Törtei Tünde                                                      |
| 2007      | Szoba kilátással                         | A Room with a View                       | Mrs. Honeychurch                | tévéfilm                                                                                        |
| 2007      | Esküdt ellenségek: Különleges ügyosztály | Law & Order: Special Victims Unit        | Dr. Faith Sutton                | 1 epizód                                                                                        |
| 2007–2008 | Fagypont                                 | Freezing                                 | Elizabeth                       | 3 epizód                                                                                        |
| 2008      | Agatha Christie: Poirot                  | Agatha Christie's Poirot                 | Celia Westholme dáma            | 1 epizód                                                                                        |
| 2009      | Tízperces mesék                          | 10 Minute Tales                          | ex-feleség                      | 1 epizód                                                                                        |
| 2010–2015 | Downton Abbey                            | Downton Abbey                            | Cora Crawley, Grantham grófnéja | - főszereplő (52 epizód) - magyar hangja: - Kovács Nóra (1-4. évad) - Málnai Zsuzsa (5-6. évad) |

## Fordítás
- Ez a szócikk részben vagy egészben  az   Elizabeth McGovern című angol Wikipédia-szócikk fordításán alapul.  Az eredeti cikk szerkesztőit annak laptörténete sorolja fel. Ez a jelzés csupán a megfogalmazás eredetét és a szerzői jogokat jelzi, nem szolgál a cikkben szereplő információk forrásmegjelöléseként.